# Glochidion lamprophyllum
Glochidion lamprophyllum är en emblikaväxtart som först beskrevs av Johannes Müller Argoviensis, och fick sitt nu gällande namn av Ferdinand Albin Pax och Käthe Hoffmann. Glochidion lamprophyllum ingår i släktet Glochidion och familjen emblikaväxter. Inga underarter finns listade i Catalogue of Life.